# Eu Te Devoro (canção)
Eu te Devoro é uma canção composta pelo músico e cantor Djavan para o álbum solo Bicho Solto em 1998, sendo essa o maior destaque do álbum. A letra da canção fala sobre um cotidiano amoroso da qual o título se refere ao relacionamento do desejo carnal, sendo esta exposta como uma poesia de declaração de amor: "É um milagre/Tudo que Deus criou/Pensando em você/Fez a via-láctea/Fez os Dinossauros/Sem pensar em nada/Fez a minha vida/E te deu…". Um ano depois do lançamento do álbum, em 1999 no lançamento do álbum Djavan Ao Vivo (feito dos maiores hits de sua carreira), a canção faz parte do repertório, sendo também destaque do álbum.

## Regravações
A banda Maneva fez um versão cover em ritmo de reggae da canção que foi colocado no seu album ao vivo Tudo Vira Reggae Ao Vivo, esta regravarão foi certificado Ouro pela Pro-Música Brasil em 2024. O grupo Melim também regravarão a música no álbum Deixa Vir Do Coração, esta regravação foi certificado platina pela Pro-Música Brasil em 2025.

## Ficha técnica

### Bicho Solto[7]
Arranjos de Djavan
- bateria: Carlos Bala (Carlos Alberto Gomes)
- Contra-baixo: André Vasconcellos
- Guitarra: João Castilho; Max Frederico Viana
- Teclados: Paulo Calasans

### Djavan Ao Vivo
- Bateria: Carlos Bala (Carlos Alberto Gomes)
- Contra-baixo: André Vasconcellos
- Guitarra: João Castilho; Max Frederico Viana
- Teclados: Paulo Calasans
- Violão: Djavan

## Prêmios e indicações
| Ano  | Prêmio                                   | Categoria         | Resultado |
| ---- | ---------------------------------------- | ----------------- | --------- |
| 1999 | 15º Diretas na Música (Jornal do Brasil) | Música Brasileira | Indicado  |